# Saïda Maggé
Saïda Maggé (Nijmegen, 12 augustus 1987) is een Nederlands journaliste en presentatrice.

## Loopbaan
Maggé groeide op in Nijmegen en verhuisde na afronding van de havo op het Montessori College naar Utrecht waar ze de School voor Journalistiek doorliep. Ze liep stage bij AT5 en het NOS Jeugdjournaal en was na haar afstuderen als freelancer werkzaam bij AT5, BNN en RTV Utrecht. Vervolgens werkte ze zeven jaar voor AT5, waar ze onder meer De Straten van Amsterdam, In de Stad, het AT5 Nieuws en verschillende evenementen presenteerde. Daarnaast werkte ze freelance voor de NOS. In december 2017 ging Maggé naar de NTR waar ze het onderdeel De Bus voor het Radio 1-programma Nieuws en Co presenteerde. In mei 2018 werd Maggé invalpresentator bij Nieuwsuur, waar ze in augustus 2018 bijna dagelijks te zien was.
Vanaf november 2019 presenteert ze het NOS Journaal. Ze volgde Dionne Stax op, die naar de AVROTROS ging.
Vanaf februari 2020 was ze co-presentator bij het programma Het Coronavirus: Feiten en fabels van de NOS.